# Walter Wieben
Walter Wieben (* 6. April 1914 in Hohenwestedt; † 22. April 2019 in Oelixdorf) war ein deutscher Kirchenmusiker, Organist, Kantor und Komponist.

## Leben und Wirken
Walter Wiebens Liebe zur Musik und zum Orgelspiel wurde schon im frühen Kindesalter durch einen Gottesdienstbesuch mit seiner Mutter geweckt. Im Alter von zehn Jahren erhielt er Geigenunterricht und zwei Jahre später Klavierunterricht. Nach dem Besuch der Orchesterschule in Heide von 1929 bis 1931 legte er als 17-Jähriger vor dem Deutschen Kapellmeisterverband in Hamburg die Prüfung für Geige und Klavier ab. Anschließend absolvierte er eine Ausbildung zum Kirchenmusiker, Organisten und Kantor in Rendsburg. Im  März 1932 trat Wieben seine erste Stelle als Organist an der St.-Severin-Kirche in Hanerau-Hademarschen an, ab 1934 war er dort außerdem Kirchenrechnungsprüfer. Im Jahr 1934 legte er die landeskirchliche Prüfung für Organisten und Kantoren in Kiel ab; die B-Prüfung für Orgel erfolgte 1951.
Mit Beginn des Zweiten Weltkrieges wurde Wieben zur berittenen Regimentsmusik eingezogen und war zunächst im Sudetenland, später in Frankreich und schließlich in Russland stationiert. Nach eigener Einschätzung verdankte er der Musik sein Überleben, da er vorwiegend zum Klavierspielen im Offizierskasino eingesetzt wurde. Im April 1945 wurde Wieben durch einen Bombensplitter am Arm verletzt und gelangte mit einem Schiff nach Dänemark. Nach dem Ende des Krieges kehrte er im Juli 1945 zunächst nach Hanerau-Hademarschen zurück, bevor er 1964 nach Itzehoe berufen wurde. Hier war er an den Kirchen St. Michaelis und St. Ansgar tätig.
Wiebens Kantate Lob, Preis und Dank erschien 1974 auf Schallplatte, ebenso wie die 1979 mit dem Lägerdorfer Akkordeonorchester aufgenommene Sammlung Volkslieder und Volkstänze der Norddeutschen Heimat. Mit der Itzehoer Speeldeel und ihrem plattdeutschen Musical trat er 1986 in ganz Schleswig-Holstein auf. Er komponierte Choralvorspiele für über 165 Kirchenlieder. Außer Geige, Klavier und Orgel beherrschte Wieben die Musikinstrumente Akkordeon, Bratsche, Trompete, Tenorhorn, Tuba und Zugposaune. Seine umfangreiche Chorarbeit schloss die Leitung des Männerchors Hademarscher Liedertafel von 1843 und des Frauenchor Hademarschen bis in die 1980er Jahre ein. Anlässlich der Feierlichkeiten zum 150. Geburtstag von Theodor Storm im Jahr 1967 hatte Wieben einige Gedichte Storms für gemischte Chöre vertont und damit die Gründung des Frauenchors 1968 befördert.
Auch nach dem Eintritt in den Ruhestand im Jahre 1977 blieb Wieben bis ins hohe Lebensalter als Organist aktiv. Ab 1995 war er in der St. Martins-Kirche in Oelixdorf tätig, feierte 2012 sein 80-jähriges Dienstjubiläum und galt als Deutschlands ältester Organist. Kurz nach seinem 105. Geburtstag starb Walter Wieben.
Wiebens Ehefrau Alma starb 2002. Das Ehepaar hatte vier gemeinsame Kinder.

## Werke und Publikationen
- 1974: Lob, Preis und Dank. Kantate. Schallplattenaufnahme.
- 1977: Itzehoer Chorpraxis: Chorsätze und Kompositionen für das Kirchenjahr von Advent bis Ewigkeitssonntag. Verlag Merseburger, Berlin.[2]

- 1979: Volkslieder und Volkstänze der Norddeutschen Heimat. Schallplattenaufnahme mit dem Lägerdorfer Akkordeonorchester.

- 1991: 165 Choralvorspiele. Verlag Merseburger, Berlin.[2]